# Nattawat Sartpatump
Nattawat Sartpatump (thailändisch ณัฐวัตร สาทประถัมภ์, * 12. Oktober 1998) ist ein thailändischer Fußballspieler.

## Karriere
Nattawat Sartpatump stand bis Juni 2019 beim Royal Thai Army FC unter Vertrag. Wo er vorher gespielt hat, ist unbekannt. Der Verein aus der thailändischen Hauptstadt Bangkok spielte in der dritten Liga, der Thai League 3. Hier trat er mit dem Verein in der Lower Region an. Ende Juni 2019 wechselte er zum ebenfalls in Bangkok beheimateten Zweitligisten Army United. Für United stand er einmal in der zweiten Liga auf dem Rasen. Im November 2019 wurde bekannt gegeben, dass der Verein aufgelöst wird. Im Juli 2020 verpflichtete ihn der Zweitligist Uthai Thani FC. Bei dem Verein aus Uthai Thani stand er bis Juni 2021 unter Vertrag. Im Juli 2021 wechselte er zum unterklassigen Hippo FC. Mit dem Verein aus Bangkok spielt er in der Bangkok Premier League.